# 熊本県道110号阿蘇一の宮線
熊本県道110号阿蘇一の宮線（くまもとけんどう110ごう あそいちのみやせん）は、熊本県阿蘇市を通る一般県道である。

## 概要
終点の一の宮町宮地付近など一部区間で道幅が1車線と狭くなるが、ほとんどの区間は2車線で整備されており、阿蘇内牧温泉と阿蘇神社間を最短で行くことができる。

### 路線データ
- 起点：熊本県阿蘇市内牧（国道212号交点、熊本県道213号内牧坂梨線起点）
- 終点：熊本県阿蘇市一の宮町宮地（阿蘇神社入口交差点、大分県道・熊本県道11号別府一の宮線交点）

## 路線状況

### 重複区間
- 熊本県道213号内牧坂梨線（阿蘇市内牧（起点） - 阿蘇市小池）

## 地理

### 通過する自治体
- 阿蘇市

### 交差する道路
| 交差する道路                                   | 交差する場所 | 交差する場所              |
| ---------------------------------------------- | ------------ | ------------------------- |
| 国道212号 熊本県道213号内牧坂梨線 重複区間起点 | 内牧         | 起点                      |
| 熊本県道213号内牧坂梨線 重複区間終点           | 小池         |                           |
| 大分県道・熊本県道11号別府一の宮線             | 一の宮町宮地 | 阿蘇神社入口交差点 / 終点 |

### 沿線
- 阿蘇市役所
- 阿蘇内牧温泉
- はな阿蘇美
- 熊本県立阿蘇中央高等学校 阿蘇清峰校舎
- 阿蘇神社